# Condado de Toombs
El condado de Toombs (en inglés: Toombs County), fundado en 1905, es uno de 159 condados del estado estadounidense de Georgia. En el año 2000, el condado tenía una población de 9319 habitantes y una densidad poblacional de 27 personas por km². La sede del condado es Lyons. El condado recibe su nombre por Robert Toombs.

## Geografía
Según la Oficina del Censo, el condado tiene un área total de 955 km² (368,7 mi²), de la cual 950 km² (366,8 mi²) es tierra y 5 km² (1,9 mi²) (0.54%) es agua.

### Condados adyacentes
- Condado de Emanuel (Georgia) (norte)
- Condado de Tattnall (este)
- Condado de Appling (sur)
- Condado de Jeff Davis (suroeste)
- Condado de Montgomery (oeste)

## Demografía
Según el censo de 2000, había 26 067 personas, 9877 hogares y 6825 familias residiendo en la localidad. La densidad de población era de 27 hab./km². Había 6282 viviendas con una densidad media de 12 viviendas/km². El 69.16% de los habitantes eran blancos, el 24.15% afroamericanos, el 0.21% amerindios, el 0.47% asiáticos, el 0.01% isleños del Pacífico, el 5.34% de otras razas y el 0.66% pertenecía a dos o más razas. El 8.86% de la población eran hispanos o latinos de cualquier raza.
Los ingresos medios por hogar en la localidad eran de $26 811, y los ingresos medios por familia eran $34 478. Los hombres tenían unos ingresos medios de $26 988 frente a los $18 051 para las mujeres. La renta per cápita para el condado era de $14 252. Alrededor del 23.90% de la población estaban por debajo del umbral de pobreza.

## Transporte

### Principales carreteras
- U.S. Route 1
- U.S. Route 280
- Ruta Estatal de Georgia 29
- Ruta Estatal de Georgia 56
- Ruta Estatal de Georgia 86

## Localidades
- Lyons
- Santa Claus
- Vidalia